# Siły Zbrojne Wyzwolenia Narodowego (Wenezuela)
Siły Zbrojne Wyzwolenia Narodowego hiszp. Fuerzas Armadas de Liberación Nacional, FALN) – organizacja partyzancka z Wenezueli.

## Historia
Ugrupowanie pełniło funkcję wiejskiej partyzantki. Grupa sformowana została w 1962 roku. Przywódcami ruchu byli Douglas Bravo, Teodoro Petkoff, Américo Martín i podpułkownik Juan de Díos Moncada Vidal.
Pierwszymi partyzantami FALN byli radykalni członkowie Komunistycznej Partii Wenezueli (PCV) i Ruchu Rewolucyjnej Lewicy (MIR). Organizacja znacznie osłabła po wprowadzeniu w 1964 roku stanu wyjątkowego i fali aresztowań jej sympatyków w miastach. W 1967 roku poparcie dla FALN wycofała partia komunistyczna. Rok później prezydent Rafael Caldera ogłosił amnestię dla uczestników rebelii. Większość partyzantów i ich dowódców przyjęło prezydencką ofertę. Jedynie Douglas Bravo i niektóre frakcje MIR kontynuowały walkę przez kilka kolejnych lat.

## Wsparcie zagraniczne
Grupa otrzymywała wsparcie ze strony rządu kubańskiego.

## Ideologia
FALN była ugrupowaniem marksistowsko-leninowskim.